# Velutarina
Velutarina — рід грибів родини Helotiaceae. Назва вперше опублікована 1971 року.

## Класифікація
До роду Velutarina відносять 8 видів:
- Velutarina alpestris
- Velutarina bertiscensis
- Velutarina fraxinicola
- Velutarina juniperi
- Velutarina rufo-olivacea
- Velutarina rufoolivacea
- Velutarina rufoolivacea
- Velutarina rufoolivacea